# Кориляно Калабро
Кориляно Калабро (на италиански: Corigliano Calabro) е град в Южна Италия.

## География
Град Кориляно Калабро се намира в област (регион) Калабрия на провинция Козенца на около 7 км южно от брега на Средиземно море. На около 50 км южно от града се намира провинциалния център Козенца. Население 40 090 жители от преброяването през юни 2009 г.

## История
През 1276 г. градът е наброявал около 2700 жители.

## Архитектура
В града има 9 църкви, а замъкът в Кориляно Калабро е построен през 11 век.

## Икономика
Основни отрасли в икономиката на града са производството на млечни произведения, отглеждането на цитрусови плодове (главно портокали), маслини и производството на олио. По традиция от миналото износът на стоки се осъществява на пристанището на малкото градче Марина Скиавонеа намиращо се на 7 км от Кориляно Калабро.

## Спорт
Представителният футболен отбор на града носи името УСК Кориляно (USC Corigliano) и има аматьорски статут.

## Личности
Родени
- Дженаро Гатузо (р. 1978), футболист